# Baird (Texas)
Baird é uma cidade localizada no estado norte-americano do Texas, no Condado de Callahan.

## Demografia
Segundo o censo norte-americano de 2000, a sua população era de 1623 habitantes.
Em 2006, foi estimada uma população de 1662, um aumento de 39 (2.4%).

## Geografia
De acordo com o United States Census Bureau tem uma área de
7,0 km², dos quais 6,8 km² cobertos por terra e 0,2 km² cobertos por água. Baird localiza-se a aproximadamente 525 m acima do nível do mar.

## Localidades na vizinhança
O diagrama seguinte representa as localidades num raio de 36 km ao redor de Baird.